# Clavigeroniscus alticolus
Clavigeroniscus alticolus là một loài chân đều trong họ Styloniscidae. Loài này được Vandel miêu tả khoa học năm 1972.